# Stipa cernua
Stipa cernua là một loài thực vật có hoa trong họ Hòa thảo. Loài này được Stebbins & Love miêu tả khoa học đầu tiên năm 1941.